# Кабат, Иван Иванович (офтальмолог)
Иван Иванович Кабат (14 (26) марта 1812 — 3 (15) апреля 1884) — русский врач-офтальмолог, лейб-окулист императора Александра II, тайный советник.

## Биография
Родился 14 (26) марта 1812 года. Происходил из Венгерского дворянского рода; сын обер-офицера. 
В 1833 году окончил Петербургскую медико-хирургическую академию со степенью лекаря 1-го отделения и 25 августа был назначен ординатором 2-го военно-сухопутного госпиталя; в 1835 году получил звание медико-хирурга. Затем работал в войсках и неоднократно посылался в командировки для прекращения глазных эпидемий. В 1839 году устроил глазное отделение при Московском военном госпитале, которым заведовал в течение года.
В 1840 году был назначен старшим врачом 2-го военно-сухопутного госпиталя, а в 1847 году стал придворным окулистом («лейб-окулистом Высочайшего двора»), и оставался в этой должности вплоть до своей смерти. Как врач-окулист был известен современникам многими удачными глазными операциями.
В 1856 году знакомился с работой больниц и клиник Германии, Франции и Англии, привезя в Россию офтальмоскоп Либрейха. В 1861 году Военно-медицинская академия, где Кабат работал до 1869 года, избрала его своим почётным членом. В 1880-х годах состоял председателем Медицинского совета.
Действительный статский советник с 8 апреля 1851 года, тайный советник с 17 апреля 1870 года.
Владел имением в Фатежском уезде Курской губернии.
Умер 3 (15) апреля 1884 года. Был похоронен на кладбище Воскресенского Новодевичьего монастыря; могила утрачена.

## Награды
- орден Св. Станислава 4-й ст. (1836)[3]
- орден Св. Станислава 1-й ст. (1855)
- орден Св. Анны 1-й ст. (1858; императорская корона — 1864)
- орден Св. Владимира 2-й ст. (1865)

## Семья
Был женат на Александре Павловне (Бронниковой?) (05.11.1822—08.10.1901). Их дети:
- Ольга Ивановна (09.06.1840—?)
- Павел Иванович (21.05.1841—1879) — полковник, командир 14-го Стрелкового батальона; был ранен при взятии Шипки и скончался спустя 15 месяцев от последствий ранения[6].
- Иван Иванович (09.12.1843—23.5.1902) — гофмейстер Высочайшего Двора, тайный советник и сенатор.
- Юлия Ивановна (1846—?), была замужем за В. Ф. Петрушевским.
- Александр Иванович (1848—1917) — финансист, действительный статский советник.
- Фаддей Иванович (1849—?)
- Владимир Иванович (1853—1858)